# Helpis gracilis
Helpis gracilis is een spinnensoort in de taxonomische indeling van de springspinnen (Salticidae).
Het dier behoort tot het geslacht Helpis. De wetenschappelijke naam van de soort werd voor het eerst geldig gepubliceerd in 1996 door Gardzinska.